# 12339 Carloo
12339 Carloo è un asteroide della fascia principale. Scoperto nel 1992, presenta un'orbita caratterizzata da un semiasse maggiore pari a 2,2614262 UA e da un'eccentricità di 0,1120690, inclinata di 3,78448° rispetto all'eclittica.